# ZONE OF THE ENDERS Z.O.E
『ZONE OF THE ENDERS Z.O.E』（ゾーン・オブ・エンダーズ）はコナミから2001年3月1日に発売された、PlayStation 2用ロボットアクションゲーム。開発はコナミコンピュータエンタテインメントジャパン内の小島組によって行われた。廉価版のキャッチコピーは「戦える。君と一緒なら」。

## 概要
プロデュースは小島秀夫。監督、脚本は『ポリスノーツ』でプログラマーを経て『ときめきメモリアルドラマシリーズ』のディレクターを務めた岡村憲明。木星の衛星軌道上に浮かぶコロニーを舞台に、偶然から“オービタルフレーム”と呼ばれる人型搭乗機に乗り込んでしまった少年の戦いを描く。
開発当初は「アトランティス」というコードネームでセガのドリームキャスト向けに制作が決まっていたが、製作途中にPlayStation 2が発売され、後発機種ゆえに公式スペック上ではDCよりも性能が向上し、PS2の方がメインメモリが多くマップも広くする事が出来るため、発売ハードが変更になったという。
「ロボットアニメシミュレーター」のジャンル名通り、キャラクターのデザインやストーリー展開が日本のSFロボットアニメーションを強く意識して作られている。本作に合わせて関連するOVAと連続テレビアニメシリーズも制作されている。
本作はエンディングを迎えてもストーリーは完結せず、宿敵との決着や物語の行方は次回作『ANUBIS ZONE OF THE ENDERS』に持ち越しとなる。
また、初回生産版では『メタルギアソリッド2』の体験版（『メタルギアソリッド2 初体験版』）が同梱されていた。

## ストーリー
時は2172年。火星にまで生活圏を広げた人類は、資源確保のため、木星にまで手を広げていた。木星圏のスペースコロニー、アンティリア。ここで極秘裏に開発が進められていたバフラムの新型OF「ジェフティ」「アヌビス」の2機を奪取すべく、連合宇宙軍はアンティリアを武装占拠した。これに対しバフラムは奪還部隊を差し向け、アンティリアへの攻撃を開始する。コロニージャックに巻き込まれた民間人の少年レオ・ステンバックは、自分をいじめていた同級生たちが命を失う瞬間を目撃する。これでもういじめられずに済むという安堵の気持ちと、知人を見捨てたという罪悪感の板挟みとなりながら必死に逃げ惑う中で、偶然ジェフティが隠された工場に逃げ込み、そのまま搭乗してしまう。
レオはジェフティに搭載されたAI「ADA（エイダ）」の言うがままに、バフラムの尖兵を撃退。その直後に民間輸送船「アトランティス号」の乗組員を名乗るエレナ・ワインバーグから、ジェフティをアトランティス号まで運んでほしいという通信が入る。戦いに巻き込まれることを恐れるレオは拒否するが、ジェフティがコロニーから出ればバフラムもいなくなると説得され、渋々ながら承諾。途中で友人のセルヴィス・クラインを救出し、何度も挫けそうになりながらも様々な戦いをかいくぐりながら宇宙港へ向かう。敵であっても殺人を拒み、実利が無いのに無関係の人間を助けようとするレオを、ADAは非合理的と責めるが、共に行動するうちに徐々に彼への理解が生まれていく。
ジェフティに、そしてレオに異様なまでに固執するバフラムの女性士官ヴァイオラの駆るOF「ネイト」の猛攻を辛うじて退け、レオはアトランティス号クルーであるサンダーハートと合流する。しかし敵はコロニーを爆破するべく宇宙港への輸送ブロックに爆弾を仕掛けており、サンダーハートはレオの才能を見込んで爆弾除去を依頼するがレオは拒否。しかしそこにヴァイオラが現れてセルヴィスを撃ち、宇宙港で決着を付けると言って去っていく。レオは決意を固め、ジェフティに乗り込んで宇宙港へと向かった。爆弾を全て除去し、ネイトとの再戦を制したレオだったが、ヴァイオラは命を落とす。
直後、現れたアヌビスの圧倒的な性能差に追い詰められたレオは、間一髪コロニーからの脱出に成功する。しかし、無事アトランティス号に辿り着いたレオにADAが語ったジェフティの真の任務は「バフラムが建造中の軍事要塞・アーマーンに侵入し、その中枢部で自爆して破壊する」というものだった。死ぬために火星へと向かうADAをレオは詰問するが、ADAは「それこそが私の存在する意味」と言って譲らない。火星へと針路を取るアトランティス号を映し、物語は一旦の幕を閉じる。

## ゲーム内容
主人公機「ジェフティ」を操作して敵と戦いながらストーリーを進めていく。ジェフティは常に飛行状態であり、上昇と下降、バーニアで加速する「ダッシュ」を駆使して自由に空を飛び回れる。攻撃方法は近距離時に剣で切りつける「ブレード」、遠距離時にエネルギー弾を撃つ「ショット」を基本とする。どちらも「ダッシュ」と組み合わせると「ダッシュ攻撃」に変化する。静止時にダッシュボタンを押すとエネルギーを貯める「バースト」状態になり、この状態で攻撃すると「バースト攻撃」になる。ストーリーが進むと様々な「サブウェポン」を入手し、多彩な戦い方が可能になり、一部進行上にも必須となっている。しかしサブウェポンを使用するとサブゲージを消費する。戦闘で減少したライフゲージやサブゲージは各所にある「メタトロン」を入手すると回復する。
前半は敵による破壊活動や一部の領域を封鎖されたコロニー内の市街地上空を飛行し、各エリアへ任意に降下することができる。ストーリーの進行に応じて、指定されたエリアへ降下し、敵の撃破や捜索によって発見したローカルサーバーから新機能の追加やサブウェポンを取得し、ミッションを攻略する。
コロニー上空を飛行中、SOSが発信されることもあり、これに応じるかどうかもプレイヤーに任される。また、コロニー内の構造物は破壊すると修復されず、被害が広まるにつれて警告を受ける。これらの状況によっては途中でバッドエンドを迎える場合もある。
ゲーム後半は、コロニー内部の通路へ向かうルートとなり進行が一本道となる。
一度でもエンディングを迎えると、作中のOFを選択して対戦バトルが行える「バーサスモード」が解禁される。こちらでは2P対戦も可能。

## 登場人物

### 主要人物
レオ・ステンバック(Leo Stenbuck)
声 - 下和田裕貴
主人公。14歳の内向的な少年で、同級生からはいじめを受けていた他、両親も離婚し、父母のどちらからも厄介者扱いされるという孤独な状態にあった。セルヴィスとは幼なじみの間柄。バフラムによるアンティリア襲撃の最中に偶然ジェフティに乗り込んでしまったことから、そのフレームランナーとしてコロニー脱出を手伝うことになる。
もともと民間人の少年であり、OF操縦の経験も無かったが、戦いを通じて成長していき、バフラムのフレームランナー達と渡り合うほど急速な成長を見せる。孤児院に戻るセルヴィスを「他人の事なんてほっとけよ」と咎めたり、エレナやサンダーハートの依頼を恐怖から拒否するなど内向的で臆病な性格は随所で描かれる一方、敵OFを破壊してもフレームランナーを見逃したり、（プレイヤーの行動如何によっては）機体が不調な状態でも構わず民間人を助けに行くなど、たとえ敵であっても出来るだけ死人を出したくないという思いから自らを危険に身を晒すことも少なくない。特に人工知能であるADAすらも助けようする行為がADAに大きな変化を与えていく。戦いを通じて常に一緒だったADAに心惹かれていき、ジェフティの真の任務である「軍事要塞アーマーンでの自爆」を止めようと苦悩する。
生き別れになった父に関しては本作では最後まで生死が明言されないが、『ANUBIS』公式サイトの前日談小説では、一度はシェルターに避難したもののレオを探して工業地帯へと向かい、それきり戻ってこなかったことが明かされている。これが次回作にてレオがジェフティの火星移送を阻止した理由の一つとなっている。
エイダ(ADA)
声 - 芳野美樹
ジェフティに搭載された人工知能。常に理知的な態度でレオをサポートするが、必要とあらばジェフティの自爆をも厭わないほど冷徹な性格であり、戦闘不能となった敵OFのランナーにとどめを刺すよう進言し、拒否するレオを「非合理的」と咎める。しかし行動を共にする上でレオの行動や感情に理解を示すようになり、次第に態度を変化させていく。
演じた芳野は「頭でっかちで知識はいっぱい持ってるけど人間としての感情や行動はまだ成長していない、発展途上の不器用な女の子」のつもりだったと、声優コメントで語っている。
セルヴィス・クライン(Celvice Klein)
声 - 堀江由衣
14歳。教会の孤児院でボランティアをする、献身的で心やさしい少女。しかし芯はしっかりしており、自らの危険を顧みずに孤児院の安否を確かめに行くなど、頑固で行動的な一面も持つ。かつてアンティリア移住の際に起こった事故で両親を失い、天涯孤独の身となっている。レオに救出され共にコロニーからの脱出を目指す中で、戦闘に赴く彼の心の支えとなる。しかし防衛ミッションで被害を出すと「ふざけてるの？」「私を降ろして！」などと辛辣に咎め、演じた堀江も「言いたい事をスパっと言う」と声優コメントで言及している。
終盤、宇宙港の爆弾解体を拒否するレオを励まし、自身も同行を願い出るも、直後にヴァイオラに撃たれて重傷を負う。しかしサンダーハートに助けられて一命を取り留め、アトランティス号にてレオと再会する。本作の後はアトランティス号で生活しつつ、自ら戦いに身を投じるレオの身を案じていた。しかし約1年後、レオはアーマーン計画阻止のために彼女の元を去っていく。そのため『ANUBIS』本編には登場しないが、ある1枚絵には姿を見せている。
名前の由来はフランス語の「奉仕(service)」のスペルを替えたもの。

### アトランティス号
エレナ・ワインバーグ(Elena Weinberg)
声 - 夏樹リオ
アトランティス号の副長。民間輸送船の乗組員を名乗りレオと接触するが、実際にはジェフティの回収と輸送を任された連合宇宙軍特務部隊の一員。任務のためには私情を捨てる強い精神力を持ち合わせている。ジェフティのランナーとなるはずだった人物、アランとは恋人同士だった。
ロック・サンダーハート(Rock Thunderheart)
声 - 梁田清之
アトランティス号のクルーだが実際は連合宇宙軍の所属であり、階級は軍曹。大柄な体格と厳つい顔立ち、不躾な口調だが面倒見は良いらしく、ジェフティのランナーとなったレオが子供である事に戸惑いながらもサポートする。アランとは親友であり、レオがアランにエレナに対する心無い発言をした際には激しく叱責している。レオと合流すると、彼が自分以上にジェフティを乗りこなしていると悟り、バフラムが仕掛けた爆弾の除去を依頼する。一度は拒否されるが、セルヴィスが撃たれた後はレオに彼女の救助を頼まれ、アトランティス号へと運び込んだ。
『ANUBIS』には登場しないが、その理由は公式サイトの前日談で語られている。アンティリア脱出後は特務伍長となったレオの指導教官となり、彼が才能を開花させるにつれて圧倒的大差で負け越すようになるがレオとは仲が良く、その才能を高く買っていた。しかしジェフティの射出直前、迫り来るバフラムの無人機の大群に一人で立ち向かい、戦死した。
アラン(Alan)
ジェフティの正規ランナー。本編には登場せず、バフラム軍の襲撃により戦死したとされる。

### バフラム
ヴァイオラ・ギュネー(Viola)
声 - 手塚ちはる
バフラムに所属する、22歳の女性パイロット。ノウマンの部下。ジェフティ・アヌビス奪還部隊の副長を務め、オービタルフレーム・ネイトを駆り、レオの前に何度も立ちはだかる。気性が激しく、戦闘そのものを楽しんでいるかのような好戦的な性格。親を失い、恋人を殺され、「女として生きることすら許されない身体」にされるという過去を背負い、全てを失った後は「生き延びるために戦う」ことが人生そのものになってしまう。以来、生きるために罪のない子供や味方でさえも殺してきたが、そうまでして生き永らえてきた自分が民間人の子供であるレオに敗れ、情けまでかけられたことで彼を殺す事により固執するようになっていた。最後は宇宙港の戦いでも敗れ、残っていた爆弾に巻き込まれて木星の引力圏に引き込まれてしまう。機体が燃え尽きていく中でレオに感情をぶつけるも、最期は穏やかに「私は強かったか？」と尋ね、彼の返答に礼を言いながらラダムの名を呼びつつ死亡した。
『IDOLO』にも登場しており、このような人格を形成した一因が語られる。
スラッシュ(Slash)
声 - 鳥海浩輔
オービタルフレーム・テンペストのフレームランナー。レオを子供扱いしその実力を見くびっていたが、次第に苦戦を強いられその認識を改める。
アックス(Axe)
声 - 大西健晴
オービタルフレーム・タイラントのフレームランナー。ジェフティの不意を突いて一度は致命的なダメージを負わせ、ステルス型無人OF等を用いて自らへの対抗手段を隠匿させるなど用意周到な性格。
ナイトレイド(Nightraid)
声 - 押田浩幸
オービタルフレーム・ネビュラのフレームランナー。野卑な性格で、下品な口調で話す。
ノウマン(Nohman)
声 - 江原正士
バフラム軍奪還部隊の指揮官。物語当初はオービタルフレーム・セルキス（劇中には名称のみ登場）に搭乗するが、アヌビス奪取に成功後はアヌビスに乗り換える。本作では声のみの登場であるが、本作限定版に付属しているブックレットの設定画で姿を見る事が出来る。

## 登場兵器
- ジェフティ
- ネイト
  - ゾンビネイト
- ラプター
- サイクロプス
- マミーヘッド
- テンペスト
- タイラント
- ネビュラ
- アヌビス

## 主題歌
オープニングテーマ「KISS ME SUNLIGHTS」
作詞：葉月圭、作曲：伊藤真澄、編曲：七瀬光、唄：Heart of Air
エンディングテーマ1「flowing destiny」
作詞：桐岡麻季/新谷早苗、作曲：桐岡麻季、編曲：久米大作、唄：堀澤麻衣子
サビ部分を逆再生したものがタイトル画面やジェフティとアヌビスの共鳴時に使用されている。
エンディングテーマ2「希望という名の光」
作詞：桐岡麻季/新谷早苗、作曲：桐岡麻季、編曲：久米大作、唄：堀澤麻衣子
クリア回数が奇数か偶数かに応じてエンディング曲が切り替わる。

## スタッフ
- 監督：岡村憲明
- アシスタントディレクター：向手史朗
- 原案：岡村憲明、向手史朗
- 脚本：岡村憲明、村田周陽
- 設定：岡村憲明、上野亮作、谷崎あきら
- ゲームデザイン：北尾崇、小林良照、奥田雅史
- キャラクターデザイン・作画監督：西村誠芳
- メカデザイン・監修：新川洋司
- 美術デザイン・メカデザイン：野口登志夫
- メカCGモデリング：小林良照、金永伯、
- 背景CGモデリング：島野伸一郎、小井土義行、田中奈都代、加藤朋美
- モーション：赤司誠
- エフェクト：川上徹、小林良照、張山恭子
- 演出/絵コンテ：西村誠芳
- キャラCGモデリング：井上博之、佐藤久美
- ムービーユニットディレクター：村田周陽
- システムプログラム：小林将志
- ゲームプログラム：北尾崇
- 作曲：桐岡麻季、本田晃弘、角田利之、日比野則彦、小堀修一
- 効果音：牧村亮治、本田晃弘、伊藤美紀、桐岡麻季
- サウンドアドバイザー：村岡一樹
- 制作総指揮/プロデューサー：小島秀夫

## 評価
戦闘システムの3Dカメラワーク、スピーディーな動き、応答性の高い操作性は高く評価され、GameProには同時期の『アーマード・コア2』よりも優れていると評されている。Next Generationでは「どんなゲーマーも確実に楽しめる素晴らしいアクションゲーム。ロボットものが嫌いでない限り見逃せないゲームの一つだ」と称賛している。また、ビジュアルデザインの繊細さも称賛された。ゲーム・インフォーマーは「これまでのPS2タイトルの中で最高のグラフィック」と評し、本作を「PlayStation 2で最高傑作の一つ」と絶賛した。ファミ通クロスレビューでは31点のシルバー殿堂入りとなった。
一方、敵のAIが貧弱で多様性に欠ける点、多過ぎるサブウェポンなどから戦闘が簡単だと評された。ストーリーは概ね不評であり、主人公の性格に対する不満意見も目立った。監督・脚本を手掛けた岡村自身、「ストーリー的に大ブーイングがあった」と語っている。

## 移植版

### ZONE OF THE ENDERS HD EDITION
本作と次回作『ANUBIS』のHDリマスター版を収録した移植版。PS3およびXbox 360で2012年10月25日に同時発売された。日本国外では『Zone of the Enders HD Collection』として発売されている。当初はPS Vita版も発売予定されていた。

## 関連アニメ
『Z.O.E 2167 IDOLO』
本作と同時発売されたOVA。本作の5年前に起きた事件を描いている。
『Z.O.E Dolores, i』
2001年に放送されたテレビアニメ作品。本作と同時期の時代を描いている。

## 関連商品

### 書籍
- METAL GEAR SOLID2・Z.O.E　プレミアムガイドブック（2001年3月1日 / メディアワークス）
- ZONE OF ENDERS Z.O.E 公式ガイド（2001年3月23日 / NTT出版）
- ZONE OF ENDERS Z.O.E 公式完全ガイドブック（2001年3月25日 / 双葉社）
- ZONE OF ENDERS Z.O.E パーフェクトガイド（2001年3月26日 / 新紀元社）

### 音楽CD
- KISS ME SUNLIGHTS - 『Z.O.E』の主題歌マキシシングル。
- Z.O.E ZONE OF THE ENDERS ORIGINAL SOUNDTRACK